# Brihuega
Brihuega és un municipi de la província de Guadalajara, a la comunitat autònoma de Castella-La Manxa. Inclou els indrets d'Archilla, Balconete, Castilmimbre, Cívica, Fuentes de la Alcarria, Hontanares, Malacuera, Olmeda del Extremo, Pajares, Romancos, Tomellosa, Valdesaz, Villaviciosa de Tajuña i Yela.

## Història
El rei Al-Mamún de la taifa de Toledo apreciava aquesta zona pels seus rics vedats de cacera, a l'instant que va allotjar en el seu palauet de Brihuega al seu amic Alfonso, rei de Lleó, quan en 1072 aquest va ser derrotat pel seu germà Sanç II de Castella i expulsat del seu regne. Alfons VI de Castella no trigaria a fer-se, aquell mateix any, amb el regne de Castella i conquistar després per a ell, ja en 1085, tota la vall del riu Tajuña i al poc el rei va cedir Brihuega, en 1086, a l'arquebisbe Raimundo de Toledo, primer constructor de la fortalesa que presideix la vall del Tajuña. Durant molt temps la vila va estar envoltada de muralles, que va concloure ja en el segle xiii l'arquebisbe de Toledo, Rodrigo Jiménez de Rada.
Per diferents circumstàncies històriques ha estat escenari d'importants esdeveniments bèl·lics. Al desembre de 1710 va ser assaltada per les tropes de Felip V, comandades pel duc Lluís Josep de Borbó-Vendôme en un esdeveniment militar transcendent en el desenvolupament de la Guerra de Successió. Les tropes britàniques del general James Stanhope van haver de capitular. A mitjan segle xviii es va fundar en Brihuega la Real Fábrica de Paños.
Durant la Guerra Civil els seus carrers i termes van ser escenari, al març de 1937, de la batalla de Guadalajara, que va suposar una important victòria de l'Exèrcit Popular Republicà enfront de les tropes revoltades i els seus aliats, en aquest cas fonamentalment tropes italianes.

## Fills il·lustres
- Sebastián Durón (1660-1716), mestre de la Reial Capella de Carles II.